# Selaginella apoda
Selaginella apoda este o specie din genul Selaginella, familia Selaginellaceae.